# Red Gate (Grenada)
Red Gate ist eine Siedlung bei Saint David’s im Südosten des Inselstaates Grenada in der Karibik.

## Geographie
Die Siedlung liegt im Parish Saint David, nur wenig ins Landesinnere zurückgesetzt oberhalb der Westerhall Bay zwischen Becke Moui und Stetsenville.